# Colton James
Colton James (22 febbraio 1988) è un attore statunitense.

## Biografia
Ha fatto il suo debutto nel mondo della televisione nel 1997, a 9 anni, apparendo in un episodio della serie televisiva NewsRadio.
Nello stesso anno ha interpretato il ruolo di Benjamin nel film di successo Il mondo perduto - Jurassic Park di Steven Spielberg, secondo della serie di film di Jurassic Park, in cui ha affiancato altri giovani attori quali Joseph Mazzello.
Ha ricoperto ruoli in vari film e serie televisive come E.R. - Medici in prima linea, CSI: Scena del crimine, Giudice Amy, Settimo cielo.

## Filmografia

### Cinema
- Il mondo perduto - Jurassic Park (The Lost World: Jurassic Park), regia di Steven Spielberg (1997)
- Austin Powers - La spia che ci provava (Austin Powers: The Spy Who Shagged Me), regia di Jay Roach (1999)
- The Cell - La cellula (The Cell), regia di Tarsem Singh (2000)
- Extreme Honor, regia di Steven Rush (2001)
- The Derby Stallion, regia di Craig Clyde (2005)

### Televisione
- NewsRadio - serie TV, episodio 3x16 (1997)
- The Single Guy - serie TV, episodio 2x19 (1997)
- Seinfeld - serie TV, episodio 9x4 (1997)
- House of Frankenstein - film TV, regia di Peter Werner (1997)
- Profiler - Intuizioni mortali (Profiler) - serie TV, episodio 2x8 (1998)
- I viaggiatori (Sliders) - serie TV, episodio 4x8 (1998)
- Beyond Belief: Fact or Fiction - serie TV, 1 episodio (1998)
- Un desiderio è un desiderio (Emma's Wish) - film TV, regia di Mike Robe (1998)
- Port Charles - serie TV (1998-2000)
- Senza passato (A Memory in My Heart) - film TV, regia di Harry Winer (1999)
- The Norm Show - serie TV, episodio 2x3 (1999)
- Titus - serie TV, episodio 2x14 (2000)
- X-Files (The X Files), episodio 8x5 (2000)
- E.R. - Medici in prima linea (ER) - serie TV, episodi 8x13-8x14 (2002)
- Senza traccia (Without a Trace), episodio Giorno di compleanno (Birthday Boy) (2002)
- Still Standing, episodio Il concerto (Still Rocking) (2002)
- The Santa Trap (2002)
- Monster Makers (2003)
- CSI: Scena del crimine (CSI: Crime Scene Investigation) - serie TV, episodio 3x12, 9x16 (2003, 2009)
- Six Feet Under, episodio Tienimi la mano (Hold My Hand) (2005)
- Dexter, episodio I miei colleghi (Circle of Friends) (2006)
- Settimo cielo (7th Heaven) (2006 - 2007)

### Cast Assistant
- Supernatural (2005)

## Doppiatori italiani
Nelle versioni in italiano delle opere in cui ha recitato, Colton James è stato doppiato da:
- Alessio Ward in The Cell - La cellula
- Gabriele Patriarca in The Derby Stallion
- Emiliano Coltorti in Settimo cielo
- Lorenzo De Angelis in CSI - Scena del crimine (ep. 9x16)